# Stemona collinsiae
Stemona collinsiae är en enhjärtbladig växtart som beskrevs av William Grant Craib. Stemona collinsiae ingår i släktet Stemona och familjen Stemonaceae.
Artens utbredningsområde är Thailand. Inga underarter finns listade.